# سبتمبر شيراز (فلم)
سبتمبر شيراز (بالإنجليزية:Septembers of Shiraz)، هو فيلم درامي أمريكي، إنتاجعام 2015 من إخراج واين بلير وتأليف هانا ويج. الفيلم مقتبس من رواية تحمل الاسم نفسه، كتبتها الروائية الإيرانية-الأميركية داليا سوفر، ونُشرت العام 2007. وقد لعب الأدوار كل من سلمى حايك ، أدريان برودي ، شهره اغداشلو. عُرض الفيلم لأول مرة في مهرجان تورنتو السينمائي الدولي في 15 سبتمبر. 

## القصة
يبدأ الفيلم في منزل رجل الأعمال الإيراني اليهودي، إسحاق أمين (يقوم بدوره أدريان برودي) الذي يرحب بضيوف حفله المقام لتوديع ابن العائلة برويز (البريطاني جيمي وورد) الذي يسافر إلى أميركا للالتحاق بمدرسة داخلية. بعدها تنقلنا المشاهد لنتعرف أكثر على الوضع الاجتماعي السياسي للأسرة اليهودية الثرية التي يملك والدها مصنعاً للألماس وهو مصنع ذو صيت كبير يجعل أسرة الشاه وزوجته يفضلون التعامل معه لجودة أحجار مصنعه.
هذه الأسرة اليهودية تفضل البقاء في إيران، التي أصبحت إسلامية بعد الثورة، والتي لم يعد لأسر مثل أسرة إسحاق أمين، مكان للعيش فيها، بعد كثير من المحظورات التي فرضت من قبل الحكومة الإسلامية، وبعد فوضى عارمة تعم البلد، تمارس على يد الشعب الإيراني ويفرضها الحرس الثوري.
يعتقل إسحاق أمين من قبل الحرس الثوري، ويتهم بالتعامل مع الموساد،

## روابط خارجية
- سبتمبر شيراز  في قاعدة بيانات الأفلام على الإنترنت (بالإنجليزية)
- سبتمبر شيراز (فلم) في روتن توميتوز.